# Estación de Rome
Rome (en español: Roma) es una estación de la línea 2 del metro de París situada en el límite de los distritos VIII y  XVII, al oeste de la capital. 

## Historia
Fue inaugurada el 6 de noviembre de 1902 dentro de la primera ampliación de la línea 2 hacia el oeste.
Situada en el barrio de Europa recibe el nombre de la capital de Italia.

## Descripción
Se compone de dos vías y de dos andenes laterales de 75 metros.
Es la única estación que no está diseñada en bóveda de la línea 2 ya que tiene paredes verticales y un techo plano que cruzan numerosas vigas de acero. Todo ello se debe a que la estación se encuentra entre la superficie y el túnel en el que se encuentran las vías de las líneas de tren que llegan hasta la estación de Paris Saint-Lazare.
Está revestida con azulejos blancos biselados como la gran mayoría de estaciones de la red.
La señalización por su parte usa la moderna tipografía Parisine donde el nombre de la estación aparece en letras blancas sobre un panel metálico de color azul. Por último, los numerosos asientos de la estación, anclados a la pared, son rojos, individualizados y de tipo Motte.

## Accesos
La estación dispone de un único acceso situado en el nº 60 del bulevar des Batignolles.